# Max Leeser
Max Leeser (* 1855 in Hildesheim; † 1935) war ein deutscher Bankier.

## Leben
Leeser gründete 1886 die Hildesheimer Bank und war 35 Jahre ihr Direktor. Er förderte Handel, Industrie und Kultur in Hildesheim und hatte einen maßgeblichen Einfluss auf die Kali- und Zuckerindustrie in der Region. Unter anderem war er an der Gründung des Stadttheaters Hildesheim beteiligt. Er stiftete zahlreiche der Denkmäler in der Stadt, die während der Zeit des Nationalsozialismus und des Zweiten Weltkrieges verloren gingen. Auch der  Katzenbrunnen auf dem Neustädter Markt war ursprünglich ein Geschenk Leesers.
Am 16. Juli 1928 wurde ihm das Ehrenbürgerrecht der Stadt verliehen. Außerdem wurde er mit der Goldenen Bürgermedaille ausgezeichnet. 1965 wurde die Max-Leeser-Straße in der Neustadt nach ihm benannt.